# Кердь
Кердь (Кердя) — река в Рязанской области России, правый приток реки Прони. Длина — 57 км, площадь бассейна — 622 км².
Река берёт своё начало из озерца у деревни Суровцы (Скопинский район) и впадает в р. Проню на 129-м км около пгт Пронск на уровне 109 м.

## Притоки (км от устья)
- 20 км: Дехтярка — левый приток в районе села Роговое.
- 21 км: Роговая — правый приток в районе села Роговое.
- Берёзовка — правый приток в районе села Чурики и посёлка Красная Звезда.
- 26 км: Амшанка — левый приток в районе села 1-й Каменный Хутор.
- 55 км: Смердяка — левый приток в районе поселка Староникольская слобода

## Населённые пункты от истока к устью
- деревня Суровцы
- село Красный Май
- деревня Заречье
- село Волшута
- посёлок Красная Звезда
- село Чурики
- село Покровское 1
- село 2-й Каменный Хутор
- село 1-й Каменный Хутор
- село Роговое
- село Октябрьское
- село Котовка
- село Совхоз Орловский
- посёлок Староникольская слобода
- пгт Пронск